# Herman de vriendschapscake
Herman de vriendschapscake is een soort gebak dat niet te koop is maar alleen gegeven kan worden. Een vriendschapscake is vergelijkbaar met een kettingbrief: iemand die hem ontvangt wordt verondersteld hem te vermeerderen, en verder te verspreiden onder vrienden en bekenden.
Als iemand de vriendschapscake krijgt, bestaat deze nog voor het grootste deel uit gist. Er wordt een recept bijgegeven dat beschrijft hoe de cake afgemaakt moet worden. Er dienen ingrediënten (waaronder suiker, bloem en melk) aan te worden toegevoegd en dit mengsel dient af en toe geroerd te worden. De cake groeit langzaam maar zeker via een gistingsproces, waarbij koolzuurgas ontstaat dat zichtbaar is als bubbels in het deeg.
Als de cake goed is bereid, kan hij na negen dagen verdeeld worden in vijf delen. Een deel houdt de persoon zelf, de andere vier delen worden gegeven aan vrienden of bekenden, samen met een kopie van het recept. Aan het deel dat de gever houdt, worden de volgende dag de laatste ingrediënten toegevoegd. Dan is het deeg gereed om in de oven te worden gebakken tot cake. In het recept staat precies aangegeven hoe lang de cake in de oven moet. Hierbij staat ook aangegeven op welke temperatuur de oven moet worden ingesteld.
Er zijn diverse varianten van recepten voor vriendschapscake in omloop. De meeste doen denken aan de Engelse sponge cake.